# Liste der erfolgreichsten Filmreihen
Die Liste der erfolgreichsten Filmreihen gibt Auskunft über die Einspielergebnisse der erfolgreichsten Filmreihen.

## Weltweit

### Filmreihen
Gelistet wird nach Einspielergebnis in allen Kinos weltweit (Stand: 24. Juli 2025).
| Rang | Reihe                                                                   | Einspiel- ergebnis | Anzahl der Filme | Durchschnitt- liches Einspiel- ergebnis | Erfolgreichster Film der Reihe                        | Einspielergebnis des erfolg- reichsten Films |
| ---- | ----------------------------------------------------------------------- | ------------------ | ---------------- | --------------------------------------- | ----------------------------------------------------- | -------------------------------------------- |
| 1    | Marvel Cinematic Universe                                               | 31.968.505.071     | 36               | 888.014.029                             | Avengers: Endgame                                     | 2.799.439.100                                |
| 2    | Star Wars (inkl. Ableger)                                               | 10.340.222.222     | 12               | 861.685.185                             | Star Wars: Das Erwachen der Macht                     | 2.068.223.624                                |
| 3    | J. K. Rowlings magische Welt (Harry Potter und Phantastische Tierwesen) | 9.621.260.965      | 11               | 874.641.905                             | Harry Potter und die Heiligtümer des Todes – Teil 2   | 1.341.932.398                                |
| 4    | Fast & Furious (inkl. Ableger)                                          | 7.326.175.027      | 11               | 666.015.911                             | Fast & Furious 7                                      | 1.515.047.671                                |
| 5    | DC Extended Universe                                                    | 7.189.596.102      | 15               | 479.698.409                             | Aquaman                                               | 1.148.461.807                                |
| 8    | Jurassic Park                                                           | 6.732.502.845      | 7                | 961.786.120                             | Jurassic World                                        | 1.671.537.444                                |
| 6    | James Bond (inkl. Sag niemals nie)                                      | 6.475.126.956      | 26               | 249.043.344                             | James Bond 007: Skyfall                               | 1.108.561.013                                |
| 7    | X-Men (inkl. Ableger)                                                   | 6.079.456.997      | 13               | 467.650.538                             | Deadpool 2                                            | 785.794.179                                  |
| 9    | Peter Jacksons Mittelerde-Hexalogie (Der Herr der Ringe und Der Hobbit) | 5.912.650.527      | 6                | 985.441.755                             | Der Herr der Ringe: Die Rückkehr des Königs           | 1.142.219.401                                |
| 10   | Ich – Einfach unverbesserlich (inkl. Ableger)                           | 5.616.205.362      | 6                | 935.887.744                             | Minions                                               | 1.159.398.397                                |
| 11   | Transformers                                                            | 5.416.903.150      | 8                | 676.776.624                             | Transformers 3                                        | 1.123.794.079                                |
| 12   | Mission: Impossible                                                     | 4.728.268.742      | 7                | 591.312.399                             | Mission: Impossible – Fallout                         | 791.657.398                                  |
| 13   | Pirates of the Caribbean                                                | 4.522.015.828      | 5                | 904.403.166                             | Pirates of the Caribbean – Fluch der Karibik 2        | 1.066.179.725                                |
| 14   | Shrek (inkl. Ableger)                                                   | 4.019.145.611      | 6                | 669.857.601                             | Shrek 2 – Der tollkühne Held kehrt zurück             | 928.760.770                                  |
| 15   | Twilight                                                                | 3.359.900.753      | 5                | 671.980.753                             | Breaking Dawn – Biss zum Ende der Nacht, Teil 2       | 829.746.820                                  |
| 16   | Die Tribute von Panem                                                   | 3.310.479.235      | 5                | 662.048.437                             | Die Tribute von Panem – Catching Fire                 | 865.011.746                                  |
| 17   | Toy Story (inkl. Ableger)                                               | 3.259.394.882      | 5                | 651.878.976                             | A Toy Story: Alles hört auf kein Kommando             | 1.073.394.593                                |
| 18   | Ice Age                                                                 | 3.222.862.279      | 5                | 644.572.456                             | Ice Age 3 – Die Dinosaurier sind los                  | 886.686.817                                  |
| 19   | MonsterVerse                                                            | 2.520.095.129      | 5                | 503.199.025                             | Kong: Skull Island                                    | 566.652.812                                  |
| 20   | Sam Raimis Spider-Man-Trilogie                                          | 2.508.984.862      | 3                | 836.328.287                             | Spider-Man 3                                          | 894.983.373                                  |
| 21   | The-Dark-Knight-Trilogie                                                | 2.459.388.617      | 3                | 819.796.206                             | The Dark Knight Rises                                 | 1.081.041.287                                |
| 22   | Conjuring-Universum                                                     | 2.393.126.368      | 9                | 265.902.929                             | The Nun                                               | 365.550.119                                  |
| 23   | Indiana Jones                                                           | 2.372.168.369      | 5                | 474.433.673                             | Indiana Jones und das Königreich des Kristallschädels | 790.653.942                                  |
| 24   | Kung Fu Panda                                                           | 2.367.814.931      | 4                | 591.953.732                             | Kung Fu Panda 2                                       | 665.692.281                                  |
| 25   | Madagascar (inkl. Ableger)                                              | 2.266.401.095      | 4                | 566.600.274                             | Madagascar 3: Flucht durch Europa                     | 746.921.274                                  |
| 26   | Star Trek                                                               | 2.262.429.645      | 13               | 174.033.050                             | Star Trek Into Darkness                               | 467.365.246                                  |
| 27   | Sony’s Spider-Man Universe                                              | 2.171.922.619      | 5                | 392.085.441                             | Venom                                                 | 856.085.151                                  |
| 28   | Terminator                                                              | 2.105.807.760      | 6                | 350.967.960                             | Terminator 2 – Tag der Abrechnung                     | 520.884.847                                  |
| 29   | Jumanji (inkl. Ableger)                                                 | 2.086.579.274      | 4                | 521.644.819                             | Jumanji: Willkommen im Dschungel                      | 962.102.237                                  |
| 30   | Planet der Affen (Reboot-Reihe)                                         | 2.080.543.352      | 4                | 520.135.838                             | Planet der Affen: Revolution                          | 710.644.566                                  |
| 31   | Rocky (inkl. Ableger)                                                   | 1.934.574.641      | 9                | 189.295.481                             | Rocky IV – Der Kampf des Jahrhunderts                 | 300.473.716                                  |
| 32   | Men in Black                                                            | 1.912.443.304      | 4                | 478.110.826                             | Men in Black 3                                        | 624.026.776                                  |
| 33   | Alien (inkl. Crossovers)                                                | 1.861.297.488      | 9                | 206.689.617                             | Prometheus – Dunkle Zeichen                           | 403.354.469                                  |
| 34   | Cars-Universum                                                          | 1.792.912.489      | 5                | 358.399.884                             | Cars 2                                                | 559.852.396                                  |
| 35   | Matrix                                                                  | 1.791.831.802      | 4                | 448.428.129                             | Matrix Reloaded                                       | 741.846.459                                  |
| 36   | Drachenzähmen leicht gemacht                                            | 1.640.997.582      | 3                | 546.071.928                             | Drachenzähmen leicht gemacht 2                        | 621.537.519                                  |
| 37   | Bourne                                                                  | 1.640.599.192      | 5                | 328.119.838                             | Das Bourne Ultimatum                                  | 444.100.035                                  |
| 38   | Die Chroniken von Narnia                                                | 1.580.364.900      | 3                | 526.788.300                             | Die Chroniken von Narnia: Der König von Narnia        | 745.013.115                                  |
| 39   | Robert-Langdon-Trilogie                                                 | 1.465.959.020      | 3                | 488.653.007                             | The Da Vinci Code – Sakrileg                          | 760.006.945                                  |
| 40   | Die Mumie (Sommers-Reihe, inkl. Ableger)                                | 1.443.295.047      | 4                | 417.973.937                             | Die Mumie kehrt zurück                                | 443.280.904                                  |
| 41   | Stirb langsam                                                           | 1.440.776.318      | 5                | 288.155.264                             | Stirb langsam 4.0                                     | 388.156.011                                  |
| 42   | Ocean’s                                                                 | 1.422.492.765      | 4                | 355.623.191                             | Ocean’s Eleven                                        | 450.717.150                                  |
| 43   | Hangover                                                                | 1.418.075.213      | 3                | 472.691.738                             | Hangover 2                                            | 586.764.305                                  |
| 44   | Alvin und die Chipmunks                                                 | 1.385.986.622      | 4                | 346.496.656                             | Alvin und die Chipmunks 2                             | 443.140.005                                  |
| 45   | Hotel Transsilvanien                                                    | 1.380.626.083      | 4                | 345.156.521                             | Hotel Transsilvanien 3 – Ein Monster Urlaub           | 528.583.774                                  |
| 46   | Detective Chinatown                                                     | 1.356.285.654      | 3                | 452.059.218                             | Detective Chinatown 3                                 | 686.257.563                                  |
| 47   | Nachts im Museum                                                        | 1.350.791.646      | 3                | 450.263.882                             | Nachts im Museum                                      | 574.480.841                                  |
| 48   | Fifty Shades of Grey                                                    | 1.323.182.331      | 3                | 441.060.777                             | Fifty Shades of Grey                                  | 569.651.467                                  |
| 49   | Burtons & Schumachers Batman-Reihe                                      | 1.253.287.405      | 4                | 247.687.280                             | Batman                                                | 411.569.241                                  |
| 50   | Resident Evil                                                           | 1.232.675.429      | 6                | 205.445.905                             | Resident Evil: The Final Chapter                      | 312.242.626                                  |

### Trilogien
Gelistet wird nach Einspielergebnis in allen Kinos weltweit (Stand: 6. August 2025).
| Rang | Reihe                           | Einspiel- ergebnis | Durchschnitt- liches Einspiel- ergebnis | Erfolgreichster Film der Reihe                       | Einspielergebnis des erfolg- reichsten Films |
| ---- | ------------------------------- | ------------------ | --------------------------------------- | ---------------------------------------------------- | -------------------------------------------- |
| 1    | Star-Wars-Sequels               | 4.482.740.296      | 1.494.246.765                           | Star Wars: Das Erwachen der Macht                    | 2.068.223.624                                |
| 2    | Spider-Man (MCU)                | 3.933.942.031      | 1.311.314.010                           | Spider-Man: No Way Home                              | 1.921.847.111                                |
| 3    | Der Herr der Ringe              | 2.981.260.316      | 993.753.438                             | Der Herr der Ringe: Die Rückkehr des Königs          | 1.142.219.401                                |
| 4    | Der Hobbit                      | 2.931.390.211      | 977.130.070                             | Der Hobbit: Eine unerwartete Reise                   | 1.017.003.568                                |
| 5    | Deadpool                        | 2.906.807.624      | 968.935.874                             | Deadpool & Wolverine                                 | 1.332.281.933                                |
| 6    | Star-Wars-Prequels              | 2.549.253.237      | 849.751.079                             | Star Wars: Episode I – Die dunkle Bedrohung          | 1.027.082.707                                |
| 7    | Sam Raimis Spider-Man           | 2.508.984.862      | 836.328.287                             | Spider-Man 3                                         | 894.983.373                                  |
| 8    | Guardians of the Galaxy         | 2.482.661.975      | 724.413.973                             | Guardians of the Galaxy Vol. 2                       | 863.756.051                                  |
| 9    | The Dark Knight                 | 2.459.388.617      | 819.796.206                             | The Dark Knight Rises                                | 1.081.041.287                                |
| 10   | Iron Man                        | 2.425.306.783      | 808.435.594                             | Iron Man 3                                           | 1.215.577.205                                |
| 11   | Jurassic Park                   | 2.097.222.129      | 699.074.043                             | Jurassic Park                                        | 1.109.802.321                                |
| 12   | Phantastische Tierwesen         | 1.876.050.746      | 625.350.248                             | Phantastische Tierwesen und wo sie zu finden sind    | 814.044.001                                  |
| 13   | Venom                           | 1.841.886.361      | 613.962.120                             | Venom                                                | 856.085.151                                  |
| 14   | Star-Wars-Original-Filme        | 1.788.879.251      | 596.293.083                             | Krieg der Sterne                                     | 775.398.007                                  |
| 15   | Drachenzähmen leicht gemacht    | 1.640.997.582      | 546.071.928                             | Drachenzähmen leicht gemacht 2                       | 621.537.519                                  |
| 16   | Ant-Man                         | 1.618.057.284      | 539.124.425                             | Ant-Man and the Wasp                                 | 622.674.139                                  |
| 17   | Die Chroniken von Narnia        | 1.580.364.900      | 526.788.300                             | Die Chroniken von Narnia: Der König von Narnia       | 745.013.115                                  |
| 18   | Robert Langdon                  | 1.465.959.020      | 488.653.007                             | The Da Vinci Code – Sakrileg                         | 760.006.945                                  |
| 19   | Hangover                        | 1.418.075.213      | 472.691.738                             | Hangover 2                                           | 586.764.305                                  |
| 20   | Cars                            | 1.405.774.919      | 358.399.884                             | Cars 2                                               | 559.852.396                                  |
| 21   | Detective Chinatown             | 1.356.285.654      | 452.059.218                             | Detective Chinatown 3                                | 686.257.563                                  |
| 22   | Nachts im Museum                | 1.350.791.646      | 450.263.882                             | Nachts im Museum                                     | 574.480.841                                  |
| 23   | Fifty Shades of Grey            | 1.323.182.331      | 441.060.777                             | Fifty Shades of Grey                                 | 569.651.467                                  |
| 24   | Star Trek (Kelvin-Zeitlinie)    | 1.196.517.508      | 398.839.169                             | Star Trek Into Darkness                              | 467.365.246                                  |
| 25   | Meine Braut, ihr Vater und ich  | 1.163.752.566      | 387.917.522                             | Meine Braut, ihr Vater und ich                       | 330.444.045                                  |
| 26   | Zurück in die Zukunft           | 960.914.347        | 320.304.782                             | Zurück in die Zukunft                                | 383.336.762                                  |
| 27   | A Quiet Place                   | 900.113.877        | 300.037.959                             | A Quiet Place                                        | 340.955.294                                  |
| 28   | Rush Hour                       | 850.143.988        | 283.381.329                             | Rush Hour 2                                          | 347.325.802                                  |
| 29   | Paddington                      | 787.031.498        | 262.343.832                             | Paddington                                           | 326.088.587                                  |
| 30   | Unbreakable                     | 773.571.577        | 257.857.192                             | Split                                                | 278.454.417                                  |
| 31   | xXx                             | 694.977.295        | 231.659.098                             | xXx: Die Rückkehr des Xander Cage                    | 346.118.277                                  |
| 32   | Austin Powers                   | 676.667.477        | 225.555.825                             | Austin Powers – Spion in geheimer Missionarsstellung | 312.016.928                                  |
| 33   | Creed                           | 663.043.387        | 221.014.462                             | Creed III – Rocky’s Legacy                           | 260.544.370                                  |
| 34   | Kenneth Branaghs Hercule Poirot | 612.391.772        | 204.130.590                             | Mord im Orient Express                               | 352.794.081                                  |
| 35   | Trolls                          | 605.975.663        | 201.991.887                             | Trolls                                               | 347.337.803                                  |
| 36   | Pitch Perfect                   | 588.191.850        | 196.063.950                             | Pitch Perfect 2                                      | 287.144.079                                  |
| 37   | The Equalizer                   | 573.798.455        | 191.266.151                             | The Equalizer                                        | 250.341.816                                  |
| 38   | Has Fallen                      | 522.686.625        | 174.228.875                             | London Has Fallen                                    | 205.754.447                                  |
| 39   | Ring                            | 496.425.772        | 165.475.257                             | Ring                                                 | 249.348.933                                  |
| 40   | Johnny English                  | 479.517.085        | 159.839.028                             | Johnny English – Der Spion, der es versiebte         | 160.466.000                                  |
| 41   | Der Pate                        | 435.165.127        | 145.055.042                             | Der Pate                                             | 250.341.816                                  |
| 42   | Blade                           | 418.199.313        | 139.399.771                             | Blade II                                             | 155.010.032                                  |

## Deutschland
Gelistet wird nach Einspielergebnis in allen Kinos in Deutschland (Stand: 30. August 2024).
| Rang | Reihe                                                                   | Einspiel- ergebnis | Anzahl der Filme | Durchschnitt- liches Einspiel- ergebnis | Erfolgreichster Film der Reihe                      | Einspielergebnis des erfolg- reichsten Films |
| ---- | ----------------------------------------------------------------------- | ------------------ | ---------------- | --------------------------------------- | --------------------------------------------------- | -------------------------------------------- |
| 1    | Marvel Cinematic Universe                                               | 686.312.189        | 34               | 20.185.652                              | Avengers: Endgame                                   | 63.290.219                                   |
| 2    | J. K. Rowlings magische Welt (Harry Potter und Phantastische Tierwesen) | 627.499.928        | 11               | 57.045.448                              | Harry Potter und die Heiligtümer des Todes – Teil 2 | 78.042.939                                   |
| 3    | Peter Jacksons Mittelerde-Hexalogie (Der Herr der Ringe und Der Hobbit) | 493.833.907        | 6                | 82.305.651                              | Der Hobbit: Eine unerwartete Reise                  | 88.849.559                                   |
| 4    | Star Wars (inkl. Ableger)                                               | 491.720.875        | 12               | 40.976.740                              | Star Wars: Das Erwachen der Macht                   | 111.351.219                                  |
| 5    | James Bond                                                              | 357.712.989        | 27               | 13.248.629                              | James Bond 007: Skyfall                             | 85.283.256                                   |
| 6    | Ice Age                                                                 | 270.182.056        | 5                | 54.036.411                              | Ice Age 3 – Die Dinosaurier sind los                | 82.199.367                                   |
| 7    | Pirates of the Caribbean                                                | 259.426.682        | 5                | 51.885.336                              | Pirates of the Caribbean – Fremde Gezeiten          | 62.438.491                                   |
| 8    | Ich – Einfach unverbesserlich (inkl. Ableger)                           | 249.814.501        | 6                | 41.635.750                              | Minions                                             | 63.194.771                                   |
| 9    | Fast & Furious (inkl. Ableger)                                          | 235.454.058        | 11               | 21.404.914                              | Fast & Furious 7                                    | 42.761.084                                   |
| 10   | Fack ju Göhte (inkl. Ableger)                                           | 233.146.185        | 4                | 58.286.546                              | Fack ju Göhte                                       | 71.854.028                                   |
| 11   | Jurassic Park                                                           | 210.858.298        | 6                | 35.143.050                              | Jurassic Park                                       | 55.043.929                                   |
| 12   | Twilight                                                                | 163.839.477        | 5                | 32.767.895                              | Breaking Dawn – Bis(s) zum Ende der Nacht, Teil 2   | 39.292.461                                   |
| 13   | Shrek (inkl. Ableger)                                                   | 160.063.570        | 6                | 26.017.179                              | Shrek 2 – Der tollkühne Held kehrt zurück           | 33.988.792                                   |
| 14   | X-Men                                                                   | 159.065.212        | 13               | 12.235.786                              | Deadpool                                            | 24.583.395                                   |
| 15   | Die Tribute von Panem                                                   | 156.197.192        | 5                | 31.239.438                              | Die Tribute von Panem – Mockingjay Teil 2           | 43.707.200                                   |
| 16   | Madagascar (inkl. Ableger)                                              | 141.499.623        | 4                | 35.374.906                              | Madagascar 2                                        | 45.757.904                                   |
| 17   | Transformers                                                            | 140.293.646        | 7                | 20.041.949                              | Transformers 3                                      | 38.750.141                                   |
| 18   | DC Extended Universe                                                    | 135.561.770        | 15               | 9.037.451                               | Aquaman                                             | 24.700.000                                   |
| 19   | Mission: Impossible                                                     | 120.438.568        | 7                | 17.205.509                              | Mission: Impossible II                              | 25.018.930                                   |
| 20   | Robert-Langdon-Trilogie                                                 | 111.855.826        | 3                | 37.285.275                              | The Da Vinci Code – Sakrileg                        | 50.331.913                                   |